# The Cowboy's Baby
The Cowboy's Baby è un cortometraggio muto del 1908 diretto da Francis Boggs.

## Produzione
Il film fu prodotto dalla Selig Polyscope Company.

## Distribuzione
Distribuito dalla Selig Polyscope Company, il film - un cortometraggio in una bobina - uscì nelle sale cinematografiche statunitensi l'8 agosto 1908.